# Західноподільська група скіфського часу
Західноподільська група скіфського часу — пам'ятки скіфського періоду другої половини 7-5 століть до н. е., що утворилися на території Західного Поділля та Північної Буковини внаслідок переміщення племен зі Східного Поділля, Середнього Подністров'я і Подільського Побужжя, витіснення й асиміляції ними попереднього північнофракійського населення (культура Гава-Голігради).
В ній переплелися традиційна скіфська культура з місцевими фракійськими елементами. Пам'ятки цієї групи на Тернопільщині досліджували О. Ганіна, В. Гребеняк, А. Кіркор, Л. Крушельницька, І. Свєшніков, Т. Сулімірський та ін.
На території області нині виявлено 2 городища, 35 поселень, 27 могильників і 1 майстерню цієї культури.